# Draco cornutus
Draco cornutus är en ödleart som beskrevs av  Günther 1864. Draco cornutus ingår i släktet flygdrakar och familjen agamer. IUCN kategoriserar arten globalt som otillräckligt studerad. Inga underarter finns listade i Catalogue of Life.
Arten förekommer på Borneo i kulliga områden och i bergstrakter ovanför 700 meter över havet. Den lever i fuktiga skogar. Draco cornutus kan liksom andra flygdrakar glidflyga. Enligt Reptile Database finns arten även på Java, Sumatra samt på några mindre öar i regionen.